# Rezedivka, Vilneansk
Rezedivka (în ucraineană Резедівка) este un sat în comuna Pavlivske din raionul Vilneansk, regiunea Zaporijjea, Ucraina.

## Demografie
Componența lingvistică a localității Rezedivka
     Ucraineană (84,91%)
     Rusă (15,09%)
Conform recensământului din 2001, majoritatea populației localității Rezedivka era vorbitoare de ucraineană (84,91%), existând în minoritate și vorbitori de rusă (15,09%).